# Provincia di Lanao del Sur
Lanao del Sur è una provincia filippina situata nella Regione Autonoma nel Mindanao Musulmano. Il suo capoluogo è Marawi.

## Geografia fisica
La provincia di Lanao del Sur si trova nella parte nord-occidentale dell'isola di Mindanao e confina con quella di Lanao del Norte a nord, Budiknon ad est, Cotabato e Maguindanao a sud, mentre ad ovest si apre sulla Baia di Illana.
Il paesaggio è caratterizzato da dolci colline intervallate da fiumi e laghi. Tra questi c'è anche il maggior lago di Mindanao, il Lanao, che tra l'altro ospita le maestose cascate di María Cristina Falls.

## Geografia antropica

### Suddivisioni amministrative
La provincia di Lanao del Sur comprende una città componente e 39 municipalità.

#### Città
- Marawi

#### Municipalità
| - Bacolod-Kalawi - Balabagan - Balindong - Bayang - Binidayan - Buadiposo-Buntong - Bubong - Bumbaran - Butig - Calanogas - Ditsaan-Ramain - Ganassi - Kapai | - Kapatagan - Lumba-Bayabao - Lumbaca-Unayan - Lumbatan - Lumbayanague - Madalum - Madamba - Maguing - Malabang - Marantao - Marogong - Masiu - Mulondo | - Pagayawan - Piagapo - Picong - Poona Bayabao - Pualas - Saguiaran - Sultan Dumalondong - Tagoloan II - Tamparan - Taraka - Tubaran - Tugaya - Wao |